# Кенциг, Маркус
Ма́ркус Ке́нциг (нем. Markus Känzig) — швейцарский кёрлингист.
В составе мужской сборной Швейцарии участник чемпионата мира 1985 (заняли восьмое место) и двух чемпионатов Европы (лучший результат — пятое место в 1990). Чемпион Швейцарии среди мужчин.
Играл на позиции четвёртого. Был скипом команды.

## Достижения
- Чемпионат Швейцарии по кёрлингу среди мужчин: золото (1985).
- Чемпионат Швейцарии по кёрлингу среди ветеранов: бронза (2018, 2019, 2020).

## Команды
| Сезон   | Четвёртый       | Третий            | Второй           | Первый          | Турниры                      |
| ------- | --------------- | ----------------- | ---------------- | --------------- | ---------------------------- |
| 1984—85 | Маркус Кенциг   | Сильвано Флюкигер | Рольф Вальзер    | Марио Флюкигер  | ЧШМ 1985 · ЧМ 1985 (8 место) |
| 1989—90 | Маркус Кенциг   | Сильвано Флюкигер | Марио Флюкигер   | Michel Evard    | ЧЕ 1989 (6 место)            |
| 1990—91 | Маркус Кенциг   | Сильвано Флюкигер | Cristoph Richter | Марио Флюкигер  | ЧЕ 1990 (5 место)            |
| 1996—97 | Марио Флюкигер  | Маркус Кенциг     | Stephan Luder    | Raphael Brutsch |                              |
| 2019—20 | Кристоф Шваллер | Маркус Кенциг     | Роберт Хюрлиман  | Pierre Hug      | ЧШВ 2020                     |

(скипы выделены полужирным шрифтом)